# Чуйков, Иван Семёнович
Ива́н Семёнович Чуйко́в (22 мая 1935, Москва — 11 ноября 2020, Кёльн, Северный Рейн-Вестфалия, Германия) — российский художник, один из классиков московского концептуализма.

## Биография
Родился 22 мая 1935 года в Москве в семье известного художника Семёна Чуйкова, автора картины «Дочь Советской Киргизии», и художницы Евгении Малеиной. С 1954 по 1960 год учился в Московском государственном художественном институте им. В. И. Сурикова. Первая выставка прошла в рамках VII Всемирного фестиваля молодёжи и студентов в 1957 году. С 1960 по 1962 год преподавал во Владивостокском художественном училище. В конце 1960-х годов Иван Чуйков сжёг практически все свои живописные работы.
В 1968 г. вступил в Союз художников СССР. В 1988 году несколько работ Ивана Чуйкова были проданы на аукционе «Sotheby’s» в Москве. Жил и работал в Москве и Кёльне.
Чуйков умер 11 ноября 2020 года от коронавируса.

## Персональные выставки
- 2015 — Знаки б\у. Галерея РИДЖИНА. Москва, Россия
- 2012 — Фрагменты. Галерея РИДЖИНА. Лондон, Великобритания
- 2010 — Лабиринты. Московский музей современного искусства (при участии галереи «Риджина»[3]), Москва, Россия[4][7]
- 2010 — Далёкое-Близкое. Галерея «Риджина». Москва, Россия
- 2008 — Пусто. Галерея «Риджина». Москва, Россия
- 2008 — Теория отражения. Stella Art Foundation. Москва, Россия
- 2006 — Возвращенные ценности. Часть 3. Галерея «Риджина». Москва, Россия
- 2004 — Новые работы. Галерея «Риджина». Москва, Россия
- 2003 — One Painting Show. St. Gereon Kirche. Кёльн, Германия
- 2003 — Ivan Chuikov. Kunstmuseum Alte Post. Мюльхайм-на-Руре, Германия
- 2003 — Arbeiten der letzten 15 Jahre. Galerie Inge Baecker. Кёльн, Германия
- 2002 — Лабиринт. Государственный центр современного искусства. Москва, Россия
- 2001 — Fenster und Interiers (совместно с McKenna & Kanovitz). Galerie Inge Baecker. Кёльн, Германия
- 2001 — Прибор для наблюдения пустоты и бесконечности. Галерея «Риджина». Москва, Россия
- 2001 — Zwiswchen Fenster und Bild. Galerie Sandmann. Берлин, Германия
- 2000 — …и прекрасный вид из окна. Галерея «Риджина». Москва, Россия
- 1999 — Ivan Chuikov. Kulturabteilung AG Bayer. Леверкузен, Германия
- 1998 — Иван Чуйков. Государственная Третьяковская галерея, Москва, Россия[8]
- 1992 — Теория отражения I. Галерея «Риджина». Москва, Россия
- 1992 — Фрагменты. L-галерея, Москва][5]
- 1990 — Ivan Chuikov. Galerie Ynguanzo. Мадрид, Испания
- 1989 — Ivan Chuikov. Kunstferein. Мюнстер, Германия
- 1987 — New Aquisitions (совместно с И. Кабаковым). Museum fur Gegenwartskunst. Базель, Швейцария
- 1979 — Три советских фотографа. Centre Pompidou. Париж, Франция

## Групповые выставки (избранное)[кем?]
- 2013
  - Команда без которой мне не жить. Галерея РИДЖИНА. Москва, Россия
- 2011
  - Выставка номинантов Премии Кандинского. ЦДХ. Москва, Россия
- 2010
  - Предельно/Конкретно. КГАУ «Музей современного искусства» PERMM. Пермь, Россия
  - Далёкое — Близкое. Галерея РИДЖИНА. Москва, Россия
  - Лабиринты. ММСИ, Москва, Россия
- 2009
  - III Московская Биеннале современного искусства. Центр современной культуры «Гараж». Москва, Россия
- 2008—2009
  - That Obscure Object of Art. Kunsthistorisches Museum. Вена, Австрия; Ca’Rezzonico. Венеция, Италия
- 2007
  - Приключения «Чёрного квадрата». Государственный Русский музей. Санкт-Петербург, Россия
- 2006
  - Works on the Edge — A New Selection of the Ludwig Collection. Ludwig Museum — Museum of Contemporary Art. Будапешт, Венгрия
  - Depositary of Dreams. White Space Gallery. Лондон, Великобритания
- 2005
  - Русский поп-арт. Государственная Третьяковская галерея. Москва, Россия
  - Russia. Guggenheim Museum. Нью-Йорк, США
  - Смысл жизни — смысл искусства. Государственная Третьяковская галерея. Москва, Россия
- 2004
  - Einladung zur Hinrichtung. Galerie Schuppenhauer. Cologne, Germany
- 2003
  - Berlin — Moscow. Martin-Gropius Bau. Берлин, Германия
  - Москва-Берлин. Государственный исторический музей. Москва, Россия
- 1993
  - Caisse de Depot. Париж, Франция
  - Adresse Provisoire. Musee de la Poste. Париж, Франция
  - Ausstellung Emanuel Hoffmann Stiftung 1980—1990. Museum fur Gegenwartskunst. Базель, Швейцария
- 1988
  - Ich lebe — Ich sehe. Kunstmuseum. Берн, Швейцария.
- 1977
  - Venice Biennale. Венеция, Италия
- 1976
  - Неофициальная выставка в мастерской Л. Соколова. Москва, СССР

## Цитаты
- «Как и у большинства художников, близких к концептуализму, основная тема Чуйкова — сомнение. В его случае — сомнение в возможности что-либо изобразить и даже увидеть. Но, постоянно ставя живопись под вопрос, Чуйков никогда не отвечает на этот вопрос однозначным „нет“, не уходит от вызова живописи в текст, перформанс и другие области, обустраиваемые близкими ему художниками. В такой позиции есть, кажется, уникальный концептуалистский стоицизм»[7] — Игорь Гулин, «Weekend».

## Общественная позиция
В 2010 году вместе с другими 87 художниками подписал открытое письмо президенту России в защиту Андрея Ерофеева и Юрия Самодурова.